# Tentative de coup d'État de 1998 en Guinée-Bissau
La tentative de coup d'État de 1998 en Guinée-Bissau est une tentative de renversement militaire en Guinée-Bissau menée par des éléments dissidents au sein de l'armée contre le gouvernement de João Bernardo Vieira. Dirigée par le général de brigade Ansoumane Mané, la tentative de coup d'État plonge la république dans une guerre civile d'un an, entraînant des milliers de morts et le déplacement de centaines de milliers de personnes.

## Contexte
Le coup d'État manqué est provoqué par le limogeage du général de brigade de son poste de chef d'état-major par le président Vieira à la suite de son implication présumée dans un scandale de contrebande d'armes avec un groupe séparatiste au Sénégal, le Mouvement des forces démocratiques de Casamance (MFDC). Sous la pression des gouvernements du Sénégal et de la France pour identifier le coupable, le président rejette la faute sur lui malgré les clames d'innocence. Ainsi, le président Vieira suspend le chef d'état-major Mané pour prétendu manquement à ses fonctions. Un rapport d'une commission chargée d'enquêter sur le scandale laisse entendre que le président Vieira est au courant du trafic d'armes, ce qui conduit Ansoumane Mané à accuser publiquement le président d'avoir accepté ce commerce illégal. En conséquence, le président remplace le général de brigade par Humbert Gomes comme chef d'état-major le 6 juin 1998.

## Tentative de coup d'État
Ansoumane Mané, en disgrâce, lance son coup d'État le lendemain. Ayant rassemblé le soutien d'éléments rebelles de l'armée longtemps mécontents des questions de salaires et de corruption gouvernementale, lui et ses forces prennent le contrôle de la caserne militaire de Bra et de l'aéroport de la capitale à Bissau, se proclamant ensuite chef de la Junte militaire, un conseil militaire de transition. Ansoumane Mané appelle à la démission de Vieira et à la tenue de nouvelles élections.
Soutenues par quelque trois mille soldats sénégalais et guinéens[réf. à confirmer], les forces gouvernementales tentent en vain de reprendre le territoire détenu par les rebelles, au cours de violents combats. Environ trois mille ressortissants étrangers sont évacués et environ deux cent mille habitants fuient Bissau.

## Conséquences
Le 26 juillet, une trêve négociée par la Communauté des pays de langue portugaise (CPLP) est conclue. Un mois plus tard, le 25 août, la trêve existante se transforme en cessez-le-feu. D'autres pourparlers en septembre et octobre échouent, le gouvernement rejetant les demandes des rebelles concernant le retrait des troupes sénégalaises et guinéennes, et les rebelles rejetant à leur tour une proposition de zone tampon. Les combats reprennent en octobre dans la capitale et dans d'autres villes, le gouvernement imposant un couvre-feu à l'échelle nationale. À cette époque, les forces rebelles contrôlent environ 99% du pays.
Le 1er novembre, un accord de paix négocié par la Communauté économique des États de l'Afrique de l'Ouest (CEDEAO) est signé à Abuja, au Nigeria. Le traité comprend un cessez-le-feu formel, le retrait des troupes étrangères et la formation d'un gouvernement d'union nationale avec des élections prévues pour mars de l'année suivante. En janvier 1999, les hostilités reprennent dans la capitale, chassant quelque deux cent cinquante mille habitants de la ville. Le 9 février, un accord de cessez-le-feu est conclu. À la mi-mars, les troupes étrangères se retirent du pays.
En mai, le président Vieira annonce que des élections législatives et présidentielles auront lieu en décembre, mais il est ensuite renversé lors d'un deuxième coup d'État le 7 mai par la junte militaire rebelle, ce qui conduit le président Vieira à demander l'asile au Portugal. Pendant une semaine, Ansoumane Mané devient chef d'État provisoire du pays. Le 14 mai, Malam Bacai Sanhá est nommé président par intérim.